# Dálnice 46
Die Dálnice 46 (tschechisch für „Autobahn 46“) ist eine Autobahn in Tschechien und verbindet Vyškov am Knotenpunkt mit der D1 und Olomouc (Knotenpunkt mit der D35). Auf ihr verläuft die Europastraße 462. Nach Fertigstellung der D1 wird die D46 nur noch regionale Bedeutung für den Raum Mittelmähren haben. Bis zum 31. Dezember 2015 war die Straße als Schnellstraße klassifiziert und trug die Bezeichnung Rychlostní silnice 46.

## Abschnitte der Schnellstraße

### Umgehung Vyškov
Daten:
- km 0,000 bis 0,805 (Länge: 0,805 km) und km 0,805 bis 1,425 (Länge: 0,620 km)
- Querschnitt: R 22,5
- Entwurfsgeschwindigkeit: 100 km/h
- Inbetriebnahme: 30. Juli 1992

Zum Zeitpunkt der Inbetriebnahme 1992 stellte der Abschnitt eine Fortsetzung der Autobahn D1 (früher D47) dar.

### Vyškov - Pustiměř
Daten:
- km 1,425 bis 4,232 (Länge: 2,807 km)
- Querschnitt: R 22,5
- Entwurfsgeschwindigkeit: 100 km/h
- Inbetriebnahme: 1989

Der Abschnitt wurde auch so konzipiert, dass er auch als Start- und Landebahn für Militärflugzeuge hätte genutzt werden können.

### Pustiměř – Drysice
Daten:
- km 4,232 – 6,522 (Länge: 2,290 km)
- Querschnitt: R 22,5
- Entwurfsgeschwindigkeit: 100 km/h
- Inbetriebnahme: 1985

### Umgehung Drysice
Daten:
- km 6,522 bis 7,786 (Länge: 1,264 km)
- Querschnitt: R 22,0
- Entwurfsgeschwindigkeit: 100 km/h
- Ausfahrten: Drysice (km 8)
- Inbetriebnahme: 1983

### Drysice – Želeč
Daten:
- km 7,786 – 8,983 (Länge: 1,197 km)
- Querschnitt: R 22,0
- Entwurfsgeschwindigkeit: 100 km/h
- Inbetriebnahme: 1981

### Želeč
Daten:
- km 8,983 bis 9,644 (Länge: 0,661 km)
- Querschnitt: S 22,5
- Entwurfsgeschwindigkeit: 100 km/h
- Inbetriebnahme: 1992

### Želeč – Brodek u Prostějova
Daten:
- km 9,644 – 12,509 (Länge: 2,865 km)
- Querschnitt: S 21,5
- Entwurfsgeschwindigkeit: 100 km/h
- Ausfahrten: Brodek u Prostějova (km 13)
- Inbetriebnahme: 1979

### Brodek u Prostějova – Dobrochov
Daten:
- km 12,509 – 15,084 (Länge: 2,575 km)
- Querschnitt: S 21,5
- Entwurfsgeschwindigkeit: 100 km/h
- Inbetriebnahme: 1978

### Dobrochov – Kelčice
Daten:
- km 15,084 – 16,244 (Länge: 1,160 km)
- Querschnitt: S 21,5
- Entwurfsgeschwindigkeit: 100 km/h
- Ausfahrten: Kelčice: (km 17)
- Inbetriebnahme: 1977

### Kelčice – Žešov
Daten:
- km 16,244 – 18,733 (Länge: 2,489 km)
- Querschnitt: S 21,5
- Entwurfsgeschwindigkeit: 100 km/h
- Inbetriebnahme: 1976

### Umgehung Žešov
Daten:
- km 18,733 – 20,800 (Länge: 2,067 km)
- Querschnitt: S 21,5
- Entwurfsgeschwindigkeit: 100 km/h
- Ausfahrten: Prostějov-jih (km 21)
- Inbetriebnahme: 1976

### Südumgehung Prostějov
Daten:
- km 20,800 – 23,591 (Länge: 2,791 km)
- Querschnitt: S 21,5
- Entwurfsgeschwindigkeit: 100 km/h
- Inbetriebnahme: 1989

### Umgehung Prostějov
Daten:
- km 23,591 – 25,951 (Länge: 2,360 km)
- Querschnitt: S 21,5
- Entwurfsgeschwindigkeit: 100 km/h
- Ausfahrten: Prostějov-střed (km 24), Prostějov-sever (km 27)
- Inbetriebnahme: 1989

Der Abschnitt verfügt über eine 170 m und eine 794 m lange Brücke.

### Umgehung Držovice
Daten:
- km 25,951 – 29,126 (Länge: 3,175 km)
- Querschnitt: S 21,5
- Entwurfsgeschwindigkeit: 100 km/h
- Inbetriebnahme: 1983

### Držovice – Olšany
Daten:
- km 29,126 – 30,659 (Länge: 1,533 km)
- Querschnitt: S 21,5
- Entwurfsgeschwindigkeit: 100 km/h
- Inbetriebnahme: 1977

### Olšany – Kreisgrenze Prostějov/Olomouc
Daten:
- km 30,659 – 34,010 (Länge: 3,351 km)
- Querschnitt: S 21,5
- Entwurfsgeschwindigkeit: 100 km/h
- Ausfahrten: Olšany (km 33)
- Inbetriebnahme: 1975

### Kreisgrenze Prostějov/Olomouc – Olomouc
Daten:
- km 34,010 – 36,496 (Länge: 2,486 km)
- Querschnitt: R 20,5
- Entwurfsgeschwindigkeit: 100 km/h
- Ausfahrten: Nedvězí (km 37)
- Inbetriebnahme: 1974

Die Länge des Abschnittes vor dem Bau der Süd-Ost-Umgehung Olomouc (Slavonín - Přáslavice) betrug 3,6 km.